# Melicerita alternans
Melicerita alternans är en mossdjursart som beskrevs av Jean-Loup d'Hondt och Gordon 1999. Melicerita alternans ingår i släktet Melicerita och familjen Cellariidae. Inga underarter finns listade i Catalogue of Life.